# Navio de linha

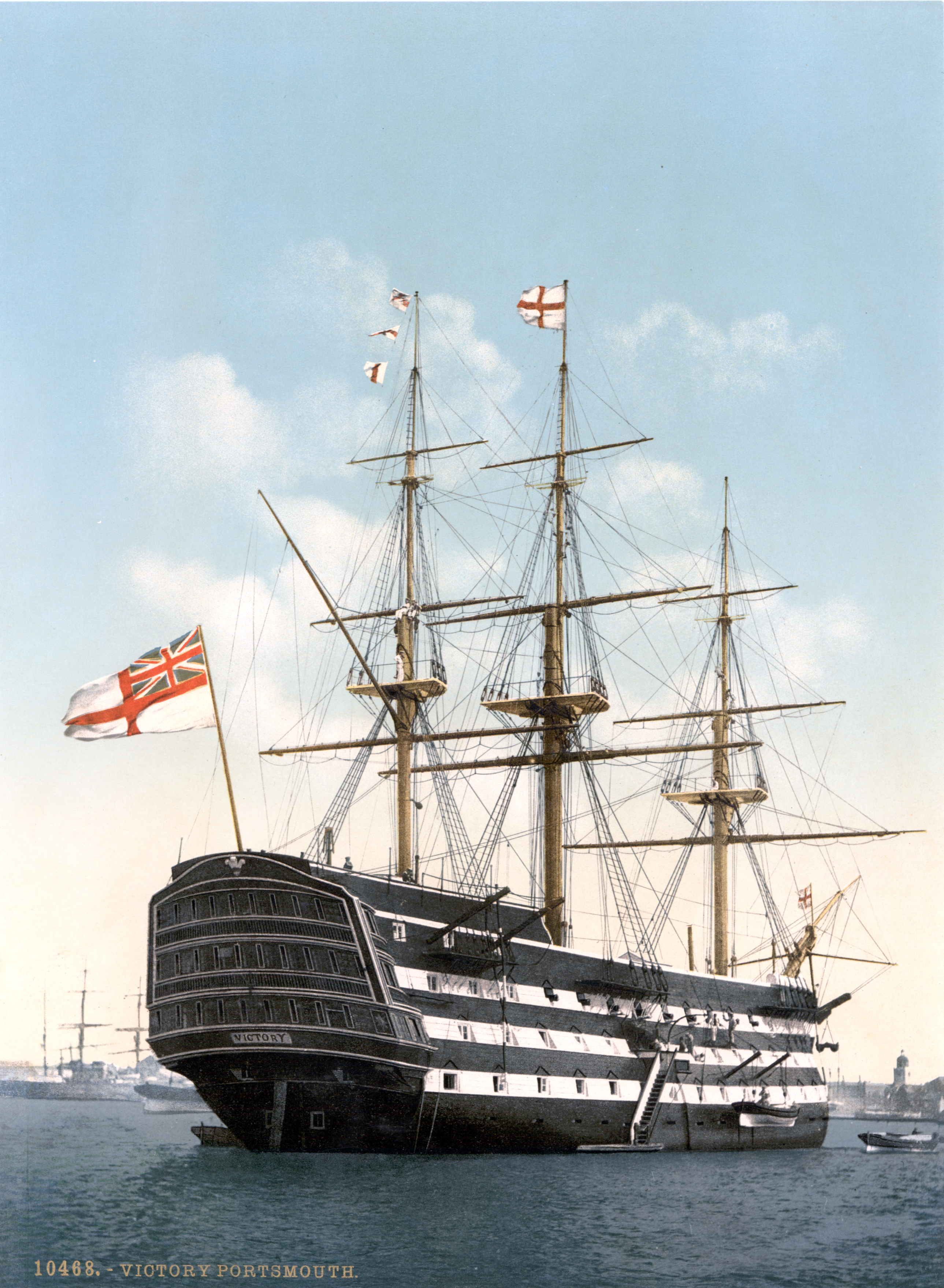
HMS Victory. Lançado em 1765, é o mais antigo navio de guerra do mundo ainda em comissão e o único navio de linha sobrevivente

O navio de linha, nau de linha ou simplesmente nau, foi um tipo de embarcação a vela, de alto bordo, com três mastros e grande número de bocas de fogo, muito usual entre os século XVII até meados do século XIX, com a finalidade de navio de guerra ou embarcação mercante. Era forte e bem armado para compor uma linha de batalha, tática naval na qual duas linhas de navios adversários manobravam de modo a poderem usar o maior número possível dos seus canhões. Como estes combates eram, normalmente, ganhos pelos navios com maior poder de fogo,  tanto em número de canhões como no seu calibre, foram construídas naus de linha cada vez maiores, que se tornaram os navios mais poderosos do seu tempo.
De observar que este tipo de navio era, normalmente, referido na Marinha Portuguesa, simplesmente como "nau", que não deve ser confundida com a nau dos Descobrimentos e do Renascimento - esta também conhecida como "nau redonda". Outras marinhas designavam os navios de linha com termos alternativos como "vaso de guerra" ou simplesmente "vaso", "navio de linha de batalha", "navio de batalha" ou simplesmente "navio". Nalgumas marinhas, estes termos passaram a designar, no final do século XIX, os couraçados.
A partir do final da década de 1840, a introdução da propulsão a vapor levou à construção de navios de linha propulsados a hélice, que mantinham os seus cascos em madeira. Alguns navios à vela já existentes, foram posteriormente, adaptados com a instalação deste tipo de propulsão. A introdução dos navios couraçados no final da década de 1860 levou ao rápido declínio do navio de linha.

## História

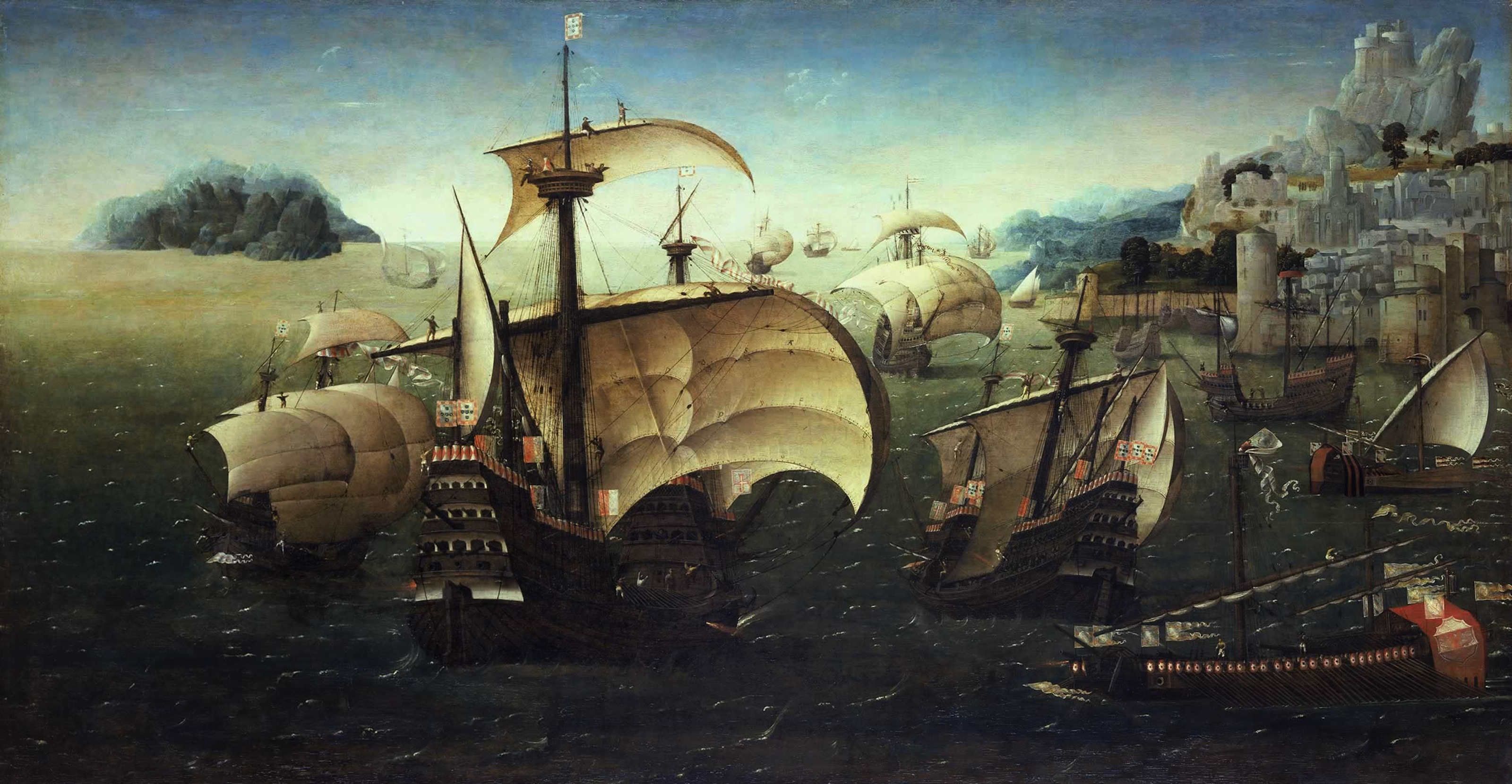
Santa Catarina do Monte Sinai e outras naus e galés portuguesas do século XVI

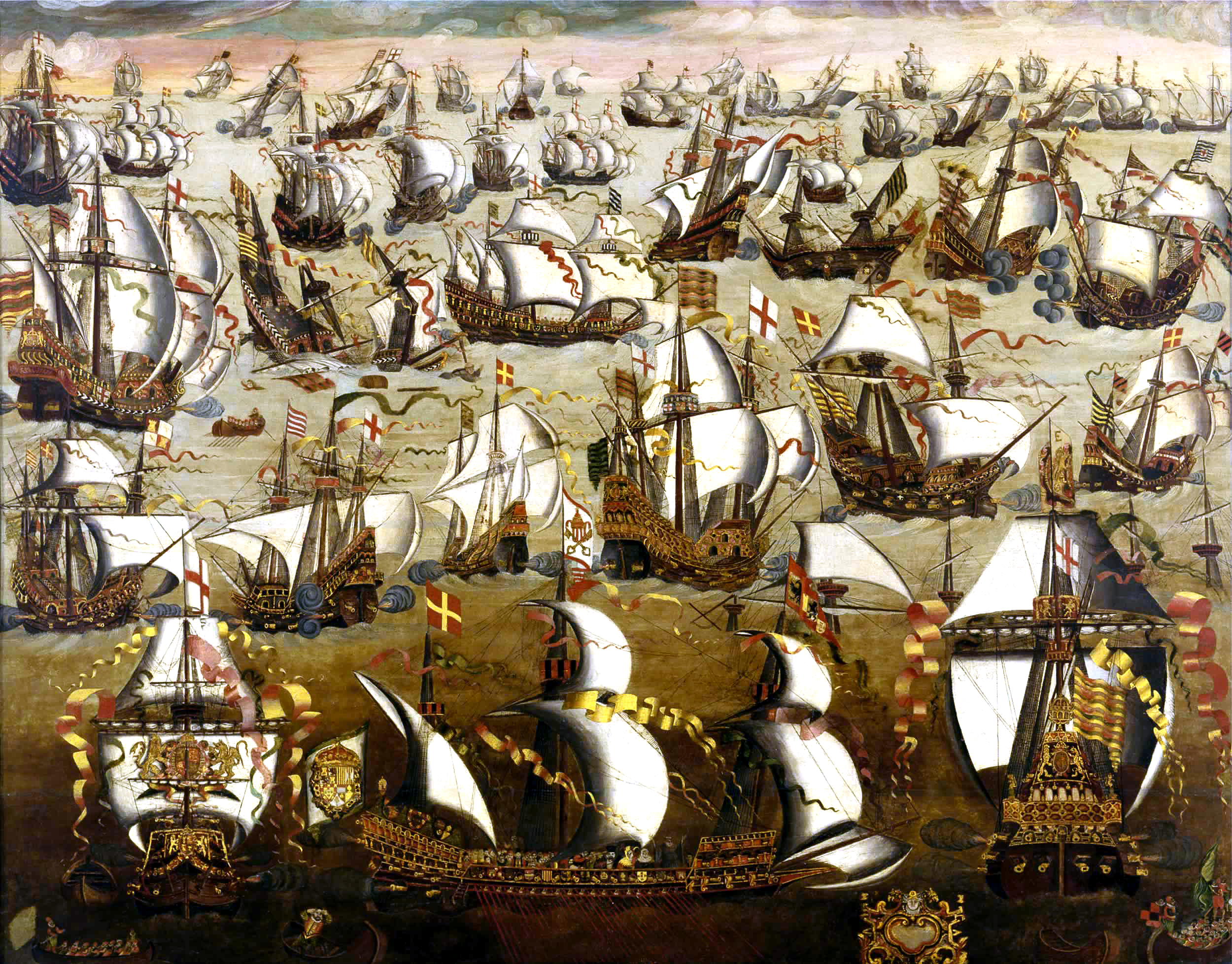
Galeões da Armada Invencível em 1588

### Predecessores
A origem do navio de linha pode ser encontrada na nau redonda, construída pelos Portugueses a partir do século XV, e nas grandes carracas e outros navios semelhantes, construídos por outras nações europeias, a partir do século XVI. Como embarcações de guerra, as naus redondas, tinham vantagem sobre as galés devido às suas plataformas elevadas - castelo de proa e castelo de popa - que podiam ser ocupadas por besteiros ou arcabuzeiros, dando-lhes uma posição superior para alvejarem as embarcações inimigas. Com o tempo, estes castelos tornaram-se cada vez maiores e mais altos, passando a ser integrados na estrutura da embarcação, o que a tornava mais forte.
Estas embarcações foram as primeiras onde foi experimentada a instalação, a bordo, de artilharia de grande calibre. Devido ao seu alto bordo e à sua maior capacidade de transporte de carga, este tipo de embarcação estava mais adaptada para ser armada com bocas de fogo do que a galé. Como foram desenvolvidas especificamente para uso no Atlântico, tinham maior capacidade para enfrentar o mar alteroso do que as galés desenvolvidas nas águas calmas do Mediterrâneo. A falta de remos, não as obrigava a ser guarnecidas por uma grande tripulação consumidora de provisões, o que lhes permitia uma maior autonomia. A sua grande desvantagem em relação às galés era a limitação, em termos de manobrabilidade, decorrente da dependência do vento para o movimento.
Outra limitação das naus redondas e das carracas era a elevada altura dos seus castelos de proa, caraterística que interferia negativamente com as qualidades náuticas das embarcações. A proa era empurrada para baixo, quando a embarcação navegava contra o vento. No entanto, à medida que o fogo de artilharia substituía a abordagem como a principal forma de combate naval, os castelos de proa e de popa foram deixando de ser necessários. Os galeões do século XVI já só tinham um castelo de popa e, este, pouco elevado. Ainda na primeira metade do século XVII, até o castelo de popa desapareceu completamente das embarcações.
Ainda na primeira metade do século XVI, os Portugueses desenvolveram o galeão, como uma evolução das naus redondas e das carracas. Este tipo de embarcação era mais longo e manobrável, mantendo, no entanto, todas as vantagens das naus redondas e carracas. No confronto que opôs, em 1588, a Armada Invencível à marinha inglesa, ambas as esquadras eram já compostas, maioritariamente, por galeões.
Com a crescente importância das explorações ultramarinas, dos territórios coloniais e da necessidade da manutenção de rotas de comércio, cruzando oceanos alterosos, as galés e as galeaças (uma variante de maior bordo de galé, mas inferior ao do galeão, com canhões laterais) foram sendo usadas cada vez menos e, em meados do século XVIII tinham já pouco impacto nas batalhas navais.
Os grandes juncos chineses descritos pelos viajante ao Extremo Oriente, desde Marco Polo e usados durante as viagens do almirante Zheng He no início do século XV, foram contemporâneos das grandes embarcações europeias. Os juncos chineses estavam armados com canhões e com outras armas não adoptadas do Ocidente. O seu tipo de construção e a sua largura, tornava-os menos vulneráveis a serem atingidos pela propa e pela popa. Quando os navegadores Portugueses conseguiram chegar às águas da China, o seu isolacionismo tinha resultado no abandono e esquecimento dos antigos grandes juncos. Os Portugueses já só encontraram pequenas embarcações costeiras e já não os enormes navios do tesouro do tempo de Zheng He com 137 metros de comprimento e 55 metros de largura.

### A adopção da linha de batalha

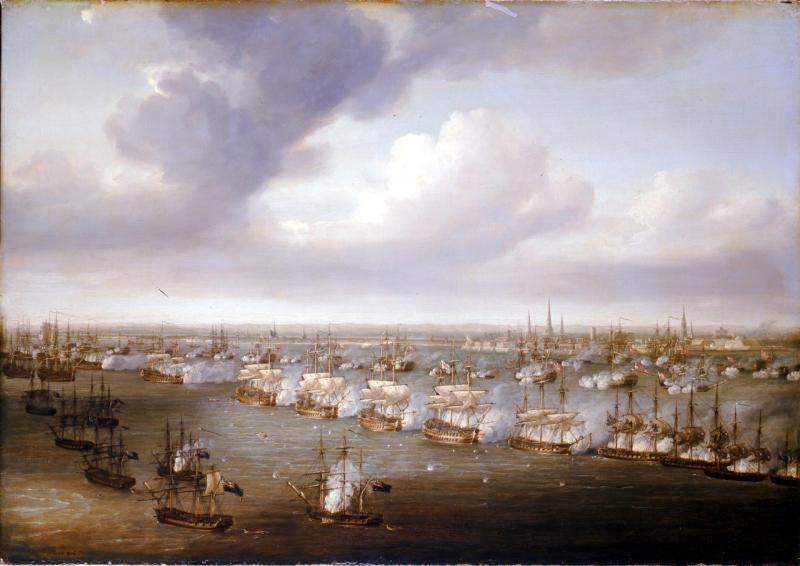
Linhas de batalha britânica e dinamarquesa, na Batalha de Copenhaga, em 1801

Na primeira metade do século XVII, novas técnicas de combate começaram a ser adoptadas por várias marinhas, sobretudo as da Inglaterra e dos Países Baixos. Anteriormente, as batalhas envolviam grandes esquadras cujos navios se aproximavam dos oponentes, combatendo - normalmente usando a abordagem - sem a adopção de uma formação tática específica. Contudo, o desenvolvimento da artilharia e a adopção da colocação dos canhões em linha de bordada, obrigou a uma mudança de tática. Com as bordadas como ação decisiva no combate, a tática naval evoluiu no sentido de permitir ao máximo número de navios possível de uma esquadra, disparar o máximo de bordadas possível. Foi então adoptada a tática da linha de batalha, que requeria que os navios formassem uma longa linha de uma única fila, aproximando-se da esquadra inimiga, cujos navios adoptariam a mesma formação. As duas linhas de navios em paralelo bombardeavam-se uma à outra, até uma delas conseguir dominar a outra pelo fogo, fazendo-a retirar ou render-se. Qualquer manobra realizada pela esquadra, seria feita com o seus navios a manterem a formação em linha, protegendo-se mutuamente.
Para que a linha de batalha de uma determinada esquadra não fosse quebrada pelo fogo inimigo, era necessário que fosse constituída por navios, pelo menos, tão poderosos como os da linha inimiga. A partir daí começou-se a fazer a distinção entre os navios de linha - suficientemente poderosos para fazerem parte da linha de batalha - e os navios mais ligeiros - usados para reconhecimento, transmissão de mensagens e outros fins.
A adopção da tática da linha de batalha teve consequências no projeto dos navios. Os castelos de proa e de popa - tornados desnecessários pelo quase abandono das táticas de abordagem - foram tendo alturas cada vez menores, até desaparecerem completamente, o que veio tornar os navios mais leves e manobráveis. Por outro lado, os cascos tornaram-se maiores, para poderem acomodar um cada vez maior número de canhões.

### Os tipos de navios de linha e as suas classificações

Corte de um navio de linha de três cobertas:
(1) Paiol de munições.
(2) Paiol de pólvora.
(3) Paiol dos cartuchos carregados com pólvora.
(4) Via de água tapada com pranchas de madeira e de chumbo.
(5) Tiro duplo, utilizado para romper o casCo de uma embarcação inimiga.
(6) Canhão e respetivo reparo.
(7) Tombadilho.

No século XVII as esquadras navais podiam englobar quase uma centena de embarcações de diversos tipos e tamanhos. No entanto, pelos meados do século XVIII, o projeto dos navios de linha limitava-se a três tipos padrão:

1. Antigas embarcações de duas cobertas - cada uma correspondendo a uma bateria coberta com canhões instalados em ambos os seus lados - com 50 canhões, demaisado fracas para entrarem na linha de batalha, mas que poderiam ser usadas como escoltas;
2. Naus de duas cobertas com, entre, 64 a 90 canhões, que constituíam a parte principal da esquadra;
3. Naus com três ou mais cobertas e mais de 98 canhões, usadas como navios-almirante.

Esquadras com 10 a 25 navios deste tipo, além de fragatas, navios de abastecimento e outros embarcações de apoio, eram responsáveis por assegurar o controlo oceânico das linhas de navegação, das maiores potências navais europeias.
O tipo de navio de linha mais comum era a nau de 74 peças, originalmente desenvolvida pela França na década de 1730 e, depois, adoptada pelas restantes marinhas. A razão para isto era o fato de se ter chegado à conclusão que os navios de 50 a 60 canhões eram demasiado pequenos para a linha de batalha e que os navios com mais de 80 canhões tinham, normalmente, três cobertas, o que os tornava instáveis em mar bravo.
Os navios de mais de 80 peças continuaram a ser construídos, mas apenas em número limitado, mais para servirem de navios de comando do que para o combate, já que a sua pouca manobrabilidade limitava-os para esta função. O navio otomano Mahmudyie encomendado pelo sultão Mamude II e construído em 1829, com três cobertas e 128 canhões, foi um dos maiores navios deste tipo a entrar em serviço. No entanto, ainda foi superado pelo navio francês Valmy, lançado em 1847 e considerado a maior embarcação à vela que era possível operar, uma vez que um navio de maiores dimensões impediria a operação do seu velame, com recurso exclusivo à força humana.
A variação das dimensões e do número de canhões dos navios de linha, levou à necessidade de os classificar. A Royal Navy, foi a primeira a adoptar um sistema de classificação que dividia os seus navios em seis classes, além das embarcações de menos de 20 canhões - todas oficialmente, consideradas chalupas (sloops), independentemente do seu tipo - não classificadas. A maioria das outras marinhas europeias - entre as quais a Marinha Portuguesa - classificava os seus navios de acordo com o seu número de canhões e de cobertas.
Seguem-se dois exemplos de sistemas de classificação, em vigor final do século XVIII:
| Navio de linha | 1ª classe       | 100 a 120 | 3      | 850 a 875 |
| Navio de linha | 2ª classe       | 90 a 98   | 3      | 700 a 750 |
| Navio de linha | 3ª classe       | 64 a 80   | 2      | 500 a 600 |
| Navio de linha | 4ª classe       | 48 a 60   | 2      | 320 a 420 |
| Fragata        | 5ª classe       | 32 a 44   | 1 ou 2 | 200 a 300 |
| Fragata        | 6ª classe       | 20 a 28   | 1      | 140 a 200 |
| Chalupa        | Desclassificado | 6 a 18    | 1      | 5 a 125   |

| Navio de linha | Navio de 3 cobertas | 110      | 3 |           |
| Navio de linha | Nau de 84 peças     | 80 a 100 | 2 | 670 a 950 |
| Navio de linha | Nau de 74 peças     | 74       | 2 | 660       |
| Navio de linha | Nau de 64 peças     | 64       | 2 | 570 a 660 |
| Fragata        | Fragata             | 24 a 50  | 1 | 300 a 380 |
| Bergantim      | Bergantim           | 10 a 16  | 1 | 60 a 90   |

### Uso em combate

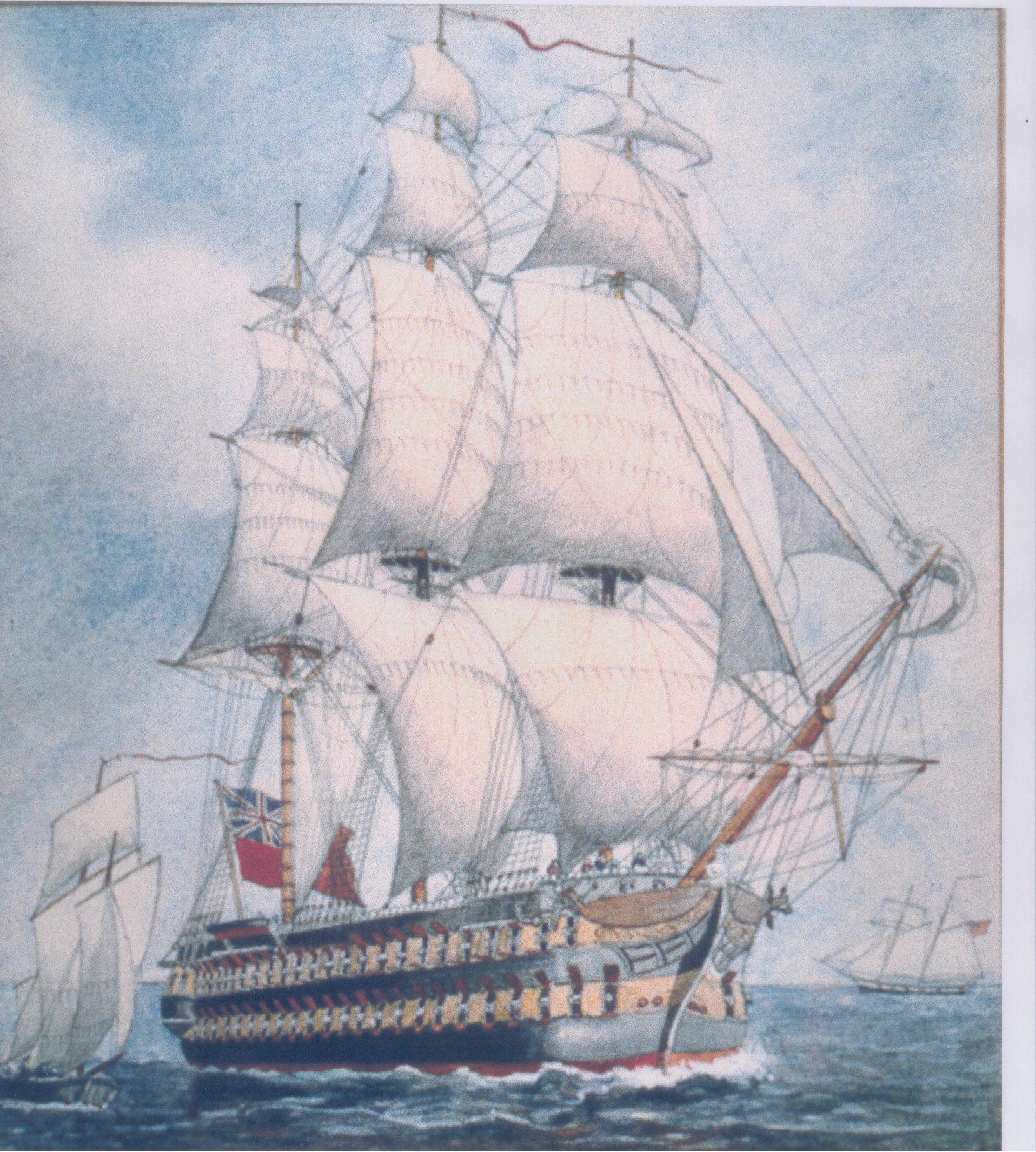
Navio de duas cobertas HMS Saint Lawrence

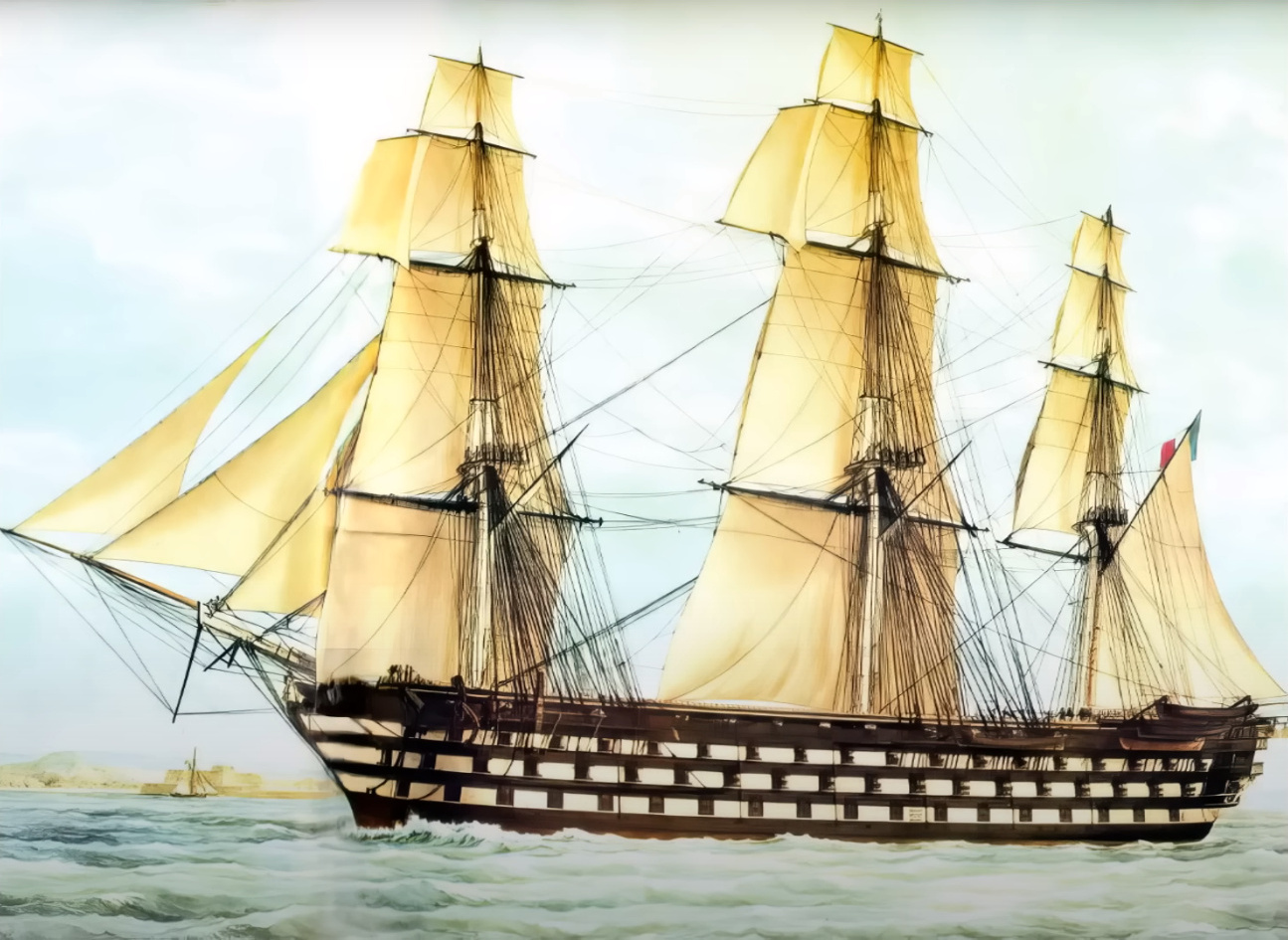
Navio de três cobertas francês Valmy

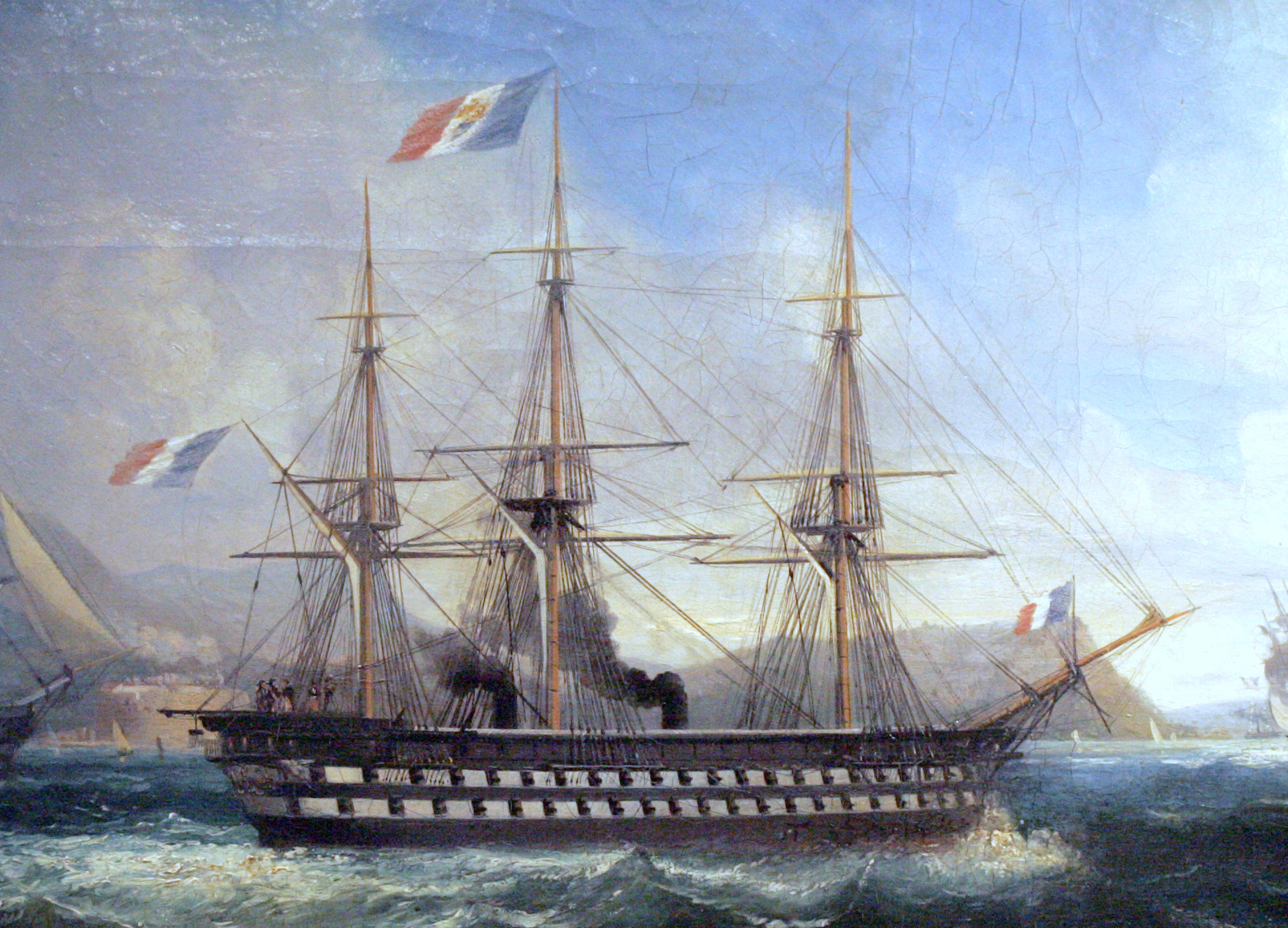
Navio a vapor de hélice francês Le Napoléon

Apesar da França, Espanha, Países Baixos e outros países terem construído grandes esquadras de navios de linha, acabou por ser o Reino Unido a criar a marinha mais poderosa da transição do século XVIII para o XIX. Inversamente aos países continentais, o Reino Unido deu prioridade ao desenvolvimento das suas forças navais, em detrimento das suas forças terrestres.
No Mar do Norte e no Atlântico Norte, os navios de linha das esquadras britânica, neerlandesa, francesa e espanhola entraram em numerosas batalhas em apoio às suas forças terrestres e na tentativa de negar, ao inimigo, o acesso às rotas comerciais. No Mar Báltico os navios de linha suecos, dinamarqueses, neerlandeses e russos travaram combates semelhantes. A tentativa de controlo do Mediterrâneo levou à entrada em combate dos navios de linha das esquadras Russa, Otomana, Veneziana, Portuguesa, Britânica e Francesa.
No decurso das Guerras Napoleónicas, o Reino Unido obteve uma supremacia naval quase absoluta, ao derrotar várias potências navais, como a Dinamarca, a Espanha e a França, nas batalhas de Copenhaga, do Cabo de São Vicente, do Nilo e de Trafalgar. Em virtude do domínio naval britânico, a Espanha, a Dinamarca e Portugal, acabaram por deixar de construir navios de linha.
No entanto, as Guerras Napoleónicas, bem como a guerra anglo-americana de 1812 puseram em evidência a limitação dos navios de linha em fazer frente a várias táticas de guerra naval, como a da guerra de corso. Os norte americanos e os franceses mostraram que poderiam enfrentar a maior potência naval do mundo, usando navios ligeiros - como brigues, escunas e cúteres. Um grande número desses navios podia espanhar-se pelos vastos oceanos - atuando isoladamente ou em pequenos grupos - atacando a navegação mercante, vital para a sobrevivência do Reino Unido. O poder de fogo navios de linha não lhes serviria de nada pois estes eram demasiado poucos e demasiado lentos para cobrirem todo o oceano.

### Propulsão a vapor
A primeira das grandes mudanças no conceito de navio de linha foi a introdução do vapor como um meio auxiliar de propulsão. Os primeiros usos militares de navios a vapor ocorreram na década de 1810. Na década de 1820, várias marinhas experimentaram o uso de navios de guerra a vapor de rodas. O seu uso alargou-se, durante a década de 1830, com os vapores de rodas a participarem em conflitos como a Guerra do Ópio, lado a lado com os navios de linha e fragatas à vela.
Os vapores de rodas, contudo, tinham grandes desvantagens. Por um lado, as pás das rodas acima da linha de água estavam expostas ao fogo inimigo, por outro lado, as rodas laterais limitavam a eficiência dos tiros de bordada. Durante a década de 1840, a hélice emergiu como o melhor meio de propulsão a vapor. Durante aquela década, as tensas relações entre a França e o Reino Unido levaram a que aquelas duas nações se envolvessem numa corrida naval, construindo cada vez maiores navios de propulsão a hélice, paralelamente aos navios de linha à vela. Para se defender de um possível ataque francês, a Royal Navy também iniciou um projeto de conversão de antigas naus de 74 peças em navios de 60 peças, propulsados unicamente a vapor. Concebidos, inicialmente, apenas para atuarem como baterias flutuantes para defesa costeira, nestes navios foram, mais tarde, instaladas velas, para lhes dar uma capacidade oceânica.
Foi a Marinha Francesa, contudo, que desenvolveu os primeiros navios de linha construídos com propulsão a hélice de origem, sendo o primeiro, o Le Napoléon, de 90 peças, lançado em 1850. O Le Napoleón estava armado como um navio de linha convencional, mas as suas máquinas a vapor podiam-lhe dar uma velocidade de 12 nós, independentemente das condições de vento que se fizessem sentir, o que poderia ser um fator decisivo num combate naval.
A França e o Reino Unido acabaram por ser as únicas potências a desenvolver grandes esquadras de navios de linha com propulsão a hélice. No entanto, a Rússia, o Império Otomano, a Suécia, o Reino das Duas Sicílias, a Prússia, a Dinamarca e o Império Austro-Húngaro também tiveram alguns exemplares ao seu serviço.

### Declínio
Em meados do século XIX, o navio de linha tornou-se obsoleto, em virtude do aparecimento do couraçado - um navio a vapor, blindado com placas metálicas - em conjunto com o aparecimento de novos armamentos. A obsolescência dos navios de linha - e de todos os navios de guerra em madeira - só se tornou completamente notória, a 8 de março de 1862, o primeiro dia da Batalha de Hampton Roads, na Guerra Civil Americana. Nesse dia, o couraçado confederado CSS Virginia atacou e afundou dois poderoso navios de guerra federais, cuja artilharia nada pôde fazer contra a blindagem daquele.
As antigas funções dos navios de linha passaram a ser desempenhadas pelos novos couraçados. Por esta razão, estes novos navios, passaram ser conhecidos por "navios de linha" ou "navios de batalha" em algumas marinhas.